# NGC 3610
NGC 3610 est une galaxie lenticulaire située dans la constellation de la Grande Ourse. NGC 3610 a été découverte par l'astronome germano-britannique William Herschel en 1793.

## Caractéristiques

### Distance
Sa vitesse par rapport au fond diffus cosmologique est de 1 859 ± 12 km/s, ce qui correspond à une distance de Hubble de 27,4 ± 1,9 Mpc (∼89,4 millions d'al).
À ce jour, une quinzaine de mesures non basées sur le décalage vers le rouge (redshift) donnent une distance de 23,993 ± 9,666 Mpc (∼78,3 millions d'al), ce qui est à l'intérieur des valeurs de la distance de Hubble.

### Morphologie
NGC 3610 a été utilisée par Gérard de Vaucouleurs comme une galaxie de type morphologique S0 pec/E(shell) dans son atlas des galaxies,.

## Groupe de NGC 3610
Selon Abraham Mahtessian, NGC 3610 fait partie d'un groupe qui comprend 13 galaxies, le groupe de NGC 3610, la galaxie la plus brillante de ce groupe. Les autres galaxies du groupe de Mahtessian sont NGC 3517(?), NGC 3530, NGC 3589, NGC 3613, NGC 3619, NGC 3625, NGC 3642, NGC 3669, NGC 3674, NGC 3683, IC 691 et NGC 3683A (noté 1126+5725 pour CGCG 1126.4+5725 dans l'article de Mahtessian).
La distance moyenne de 12 galaxies de la liste de Mahtessian est d'environ 26,5 Mpc (∼86,4 millions d'al). La galaxie NGC 3517 devrait être enlevée de cette liste car elle est à une distance de 123,47 ± 8,6 Mpc (∼403 millions d'al), soit environ quatre fois plus éloignée que les autres.
Mentionnons que huit des galaxies retenues par Mahtessian appartiennent à deux groupes distincts indiqués dans un article de A.M. Garcia, le groupe de NGC 3613 (NGC 3613, NGC 3625 et NGC 3669 auxquels s'ajoute UGC 6344 non retenu par Mahtessian) et le groupe de NGC 3642 (NGC 3610, NGC 3619, NGC 3642, NGC 3674 et NGC 3683). La distance moyenne des galaxies du groupe de NGC 3613 est d'environ 27,5 Mpc (∼89,7 millions d'al) et celle du groupe de groupe de NGC 3642 est d'environ 24,1 Mpc (∼78,6 millions d'al).
Les galaxies NGC 3530, NGC 3589, IC 691 et NGC 3683A n'apparaissent dans aucun des groupes retenus par Garcia.